# Nicolás Fernández (calciatore 2003)
Pablo Nicolás Fernández Sosa (Paysandú, 6 febbraio 2003) è un calciatore uruguaiano, centrocampista del Progreso.

## Carriera

### Club
Fernández ha iniziato la sua carriera nel settore giovanile della Juventud, che ha lasciato nel 2019 per il Rentistas. Ha debuttato il 1º marzo 2021 nell'incontro di Primera División perso 5-0 contro il Plaza Colonia ed il 22 ottobre 2022 ha segnato il suo primo gol contro il Defensor Sporting, dando il via alla rimonta nell'incontro poi vinto 3-2.
Il 14 febbraio 2024 è stato acquistato a titolo definitivo dal Progreso.

### Nazionale
Ha giocato nella nazionale uruguaiana Under-20.
Nel 2024 ha esordito nella nazionale maggiore.

## Statistiche

### Presenze e reti nei club
Statistiche aggiornate al 30 aprile 2024.
| Stagione        | Squadra         | Campionato      | Campionato | Campionato | Coppe nazionali | Coppe nazionali | Coppe nazionali | Coppe continentali | Coppe continentali | Coppe continentali | Altre coppe | Altre coppe | Altre coppe | Totale | Totale | Totale |
| Stagione        | Squadra         | Comp            | Pres       | Reti       | Comp            | Pres            | Reti            | Comp               | Pres               | Reti               | Comp        | Pres        | Reti        | Pres   | Reti   |        |
| --------------- | --------------- | --------------- | ---------- | ---------- | --------------- | --------------- | --------------- | ------------------ | ------------------ | ------------------ | ----------- | ----------- | ----------- | ------ | ------ | ------ |
| 2020            | Rentistas       | PD              | 1          | 0          |                 | -               | -               |                    | -                  | -                  |             | -           | -           | 1      | 0      |        |
| 2021            | Rentistas       | PD              | 1          | 0          |                 | -               | -               | CL                 | 1                  | 0                  |             | -           | -           | 2      | 0      |        |
| 2022            | Rentistas       | PD              | 32         | 1          | CU              | 0               | 0               |                    | -                  | -                  |             | -           | -           | 32     | 1      |        |
| 2023            | Rentistas       | SD              | 31         | 2          | CU              | 0               | 0               |                    | -                  | -                  |             | -           | -           | 31     | 2      |        |
| 2024            | Progreso        | PD              | 3          | 0          | CU              | 0               | 0               |                    | -                  | -                  |             | -           | -           | 3      | 0      |        |
| Totale carriera | Totale carriera | Totale carriera | 68         | 3          |                 | 0               | 0               |                    | 1                  | 0                  |             | -           | -           | 69     | 3      |        |